# 相当温度
相当温度（そうとうおんど, 英: equivalent temperature）とは、断熱上昇・下降による熱の変化を考える際、空気塊における水蒸気の影響を包含した気温のこと。
大気は、海などから蒸発した水蒸気を含んでいる。蒸発の際に、水蒸気は空気から熱を奪う。そして逆に、水蒸気が凝結すると空気に熱を還す。ここでやり取りされる熱量は潜熱（蒸発熱・凝縮熱）と言い、空気塊の温度に付加される。単位体積における空気の温度（気温）をT 、混合比をr とすると、相当温度Te は以下の式で与えられる。
{\displaystyle T_{\mathrm {e} }\approx T+{\frac {L_{\mathrm {v} }}{c_{\mathrm {pd} }}}r}
ここで、
Lv ：蒸発に伴い吸収される潜熱（2400 kJ/kg {25°C} ～ 2600 kJ/kg {-40°C}）
cpd ：定圧状態における比熱容量 （{\displaystyle \approx } 1004 J/(kg·K)）
実際には更に、潜熱を計算するための式、上空の低圧空気を一定気圧に変換するための式が別に必要となる。